# 八日市飛行場
八日市飛行場 (ようかいちひこうじょう)は、かつて滋賀県神崎郡八日市町沖野ヶ原 (現・東近江市沖野)にあった大日本帝国陸軍の軍用飛行場である。前身は民間飛行場であり、民間飛行場発祥の地でもあった。

## 前身
滋賀県愛知郡八木荘村（現在の愛荘町島川）の呉服商である荻田常三郎がフランスの飛行学校に私費留学し、帰国後の1914年9月に京都市の深草練兵場から自身の故郷・八木荘村までを往復する飛行計画を立て、緊急時の不時着場として八日市町の沖野ヶ原を選定した。この飛行を実行しようと考えた荻田は八日市町長や町の有力者の協力を得て同年10月21・22日に沖野ヶ原の一部を整地した臨時飛行場にてこの飛行を決行した。22日夜の祝賀会席上で八日市町長・横畑耕夫の音頭により、荻田の愛機モラーヌ・ソルニエ G型「翦風号」名から名付けられた翦風飛行学校の設立と本格的な民間飛行場の建設が決定されたのが起源である。

## 飛行場造成
計画が順調に進みだした約3か月半後の1915年1月3日に、深草練兵場から離陸した後に荻田は墜落死した。訃報を聞いた八日市町は飛行場事業を継続し、同年4月には地元有力者・京都の土木業者の支援を受けて飛行場の造成を開始した。飛行場用地買収費・整地費は、横畑町長をはじめ町議会議員全員の連帯責任で借り入れをおこなったが、のちに「開墾費」の名目で町民に負担させようとしたことから問題となった。同年6月に飛行場は完成した。
また、それに並行して荻田の協力者で実業家の熊木九兵衛を中心として行われていた荻田の機体を復元した「第二翦風号」も7月にエンジン修理を終え、1916年（大正5年）1月29日、パイロットとしてチャールズ・フランクリン・ナイルスを招聘、午後5時より飛行場で5分間飛行を行った。ナイルスは3月まで留まり、第二翦風号によるさまざまな飛行を試みた。また、5月に孫文や雨森俊彦の依頼で中華革命党航空学校生徒の飛行技術訓練に使用された程度で、それ以外ではあまり利用されなかった。
そんな中、陸軍航空部隊を誘致する計画が持ち上がり、大正座で誘致の是非を問う町民大会が開催された。飛び入りで参加した熊木九兵衛は、壇上で引き続き民間飛行場としての運営継続を主張し、6月に帰国後事故死したナイルスに代わりフランク・チャンピオンの招聘を告知した。1917年5月に来日したチャンピオンは、来るべき翦風飛行学校教官として資金を集めるべく各地で曲芸飛行を行おうとしたがトラブルに見舞われ、10月30日に高知の朝倉練兵場で行われた飛行大会で墜落死、「第二翦風号」も全壊した。
財産を使い果たし、妻の実家から絶縁を言い渡された熊木はやがて八日市町を去り、翦風飛行学校の開校も頓挫した。1917年11月に滋賀県で陸軍の特別大演習が行なわれ、沖野ヶ原飛行場が使用された。これを契機に八日市町も本格的に誘致を推し進めた。陸軍の飛行場を造成しようとすると広大な土地が必要なため、八日市町だけでなく隣接の村々からも土地を買収して造成を進めた。造成費用は八日市町と周辺3村、神崎郡・蒲生郡・滋賀県が支出した。

## 飛行場の稼動
1920年12月、陸軍に「航空第3大隊」が結成され、八日市へ配属が決定した。部隊は1921年11月から順次八日市へ移動し、1922年1月11日に八日市飛行場に名称を変更した。同時に航空第3大隊の開隊式が行なわれた。1925年には冲原神社が創祀された。八日市飛行場に配備された航空第3大隊長の意向で、出兵する隊員達の安全祈願と連隊の守護神及び当地の人々を守護する神社と位置づけされた。航空第3大隊は同年に飛行第3連隊に改称して戦闘機2個中隊・偵察機1個中隊の飛行機約50機を持つ編成となった。飛行第3連隊は満州事変・日中戦争に一部隊を派兵し1938年飛行第3戦隊に改称されて爆撃機部隊となった。戦隊は太平洋戦争が開始された翌年の1942年に樺太の豊原市に全隊移動した。その後第104教育飛行連隊が配属された。さらに太平洋戦争終戦時では、航空部隊として第8航空教育隊・飛行第244戦隊等、陸上部隊として第254飛行場大隊・独立機関砲第56中隊等が駐屯していた。戦中には飛行場の拡張も行われた。八日市では終戦直前の7月24日・25日に米軍機による銃撃があり、飛行場も攻撃され民間人4名が死亡した。

## 終戦後
飛行場は米軍に引き渡され、飛行機は焼却処分された。飛行場用地は一部を元の地主に返還して、残りは外地からの引揚者に農地として払い下げた。飛行場内の施設は各地に移築して学校・官庁として使用された。1914年に荻田常三郎が飛行開始してから八日市飛行場は31年で幕を閉じた。現在は跡地の一部に飛行第三連隊正門跡地の碑・飛行部隊の門柱・軍用機の格納庫の残骸が、周辺には17基の掩体壕が残されている。
2023年2月になって東近江市五個荘竜田町にて見つかった三式戦闘機のハ40エンジンが、のちになって八日市飛行場から運び出されたものだと判明する。

## その他
三船敏郎が第七中隊の特別業務上等兵として炊事の責任者をしていた。

八日市飛行場の戦隊が饗場野演習場での大規模演習に参加する際の途中着陸場として船木飛行場が高島郡本庄村北船木に存在した。
戦後滋賀県に買い上げられ、跡地はびわ湖こどもの国になっている。